# Eduardo Lorier
Eduardo Lorier (Florida, Uruguay, 10 de septiembre de 1952) es un ingeniero agrónomo y político uruguayo. Fue senador entre 2010 y 2015 y secretario general del Partido Comunista de Uruguay (PCU), entre 2006 y 2017. Posteriormente se desempeñó como embajador de Uruguay en Cuba.

## Biografía
Eduardo Lorier nació en la ciudad de Florida el 10 de septiembre de 1952. Se graduó como Ingeniero Agrónomo en la Facultad de Agronomía de la Universidad de la República. Desde los veinte años milita en el Partido Comunista de Uruguay.
En las elecciones de 1984 es electo edil por el departamento de Florida, siendo reelegido en 1989. Después, en las elecciones de 1994 y en las municipales de 2000, es candidato a intendente por el Frente Amplio en Florida.
En marzo de 2005, la senadora reelecta Marina Arismendi fue nombrada Ministra de Desarrollo Social del gobierno de Tabaré Vázquez. Con tal motivo, renunció a su banca senatorial, que fue ocupada por Lorier.
En 2005 se levantó de su escaño en el parlamento y dejó una rosa roja sobre la mesa, en señal de protesta por el voto afirmativo del Frente Amplio a operaciones militares de Estados Unidos.
En las elecciones de octubre de 2009, fue nuevamente electo senador por la lista 1001.

## Obras
Ha escrito numerosas publicaciones:
- Historia de Florida (1989)
- La capataza (1992)
- El mestizo I: los indios y nosotros (1993)
- Aquí está Martín Aquino (1994)
- El mestizo II: San Francisco de Borja del Yi (1995)
- Las dos vidas de Martín Aquino (1996)
- El Santa Lucía (1997)
- La década del sesenta en Florida (1998)
- Los inmigrantes, tomos I y II (1999 y 2000).
- La gran burbuja (2008)[3]